# アルツベルク
アルツベルク (ドイツ語: Arzberg, ドイツ語発音: [ˈart‿sbɛrk]) は、ドイツ連邦共和国バイエルン州オーバーフランケン行政管区のヴンジーデル・イム・フィヒテルゲビルゲ郡に属する市。

## 地理
アルツベルクは、フィヒテル山地馬蹄の南東端に位置し、平均標高は海抜約470m、人口は約6,500人である。
チェコのヘプ（ドイツ名: エーゲル）との国境通過点まではわずか4kmである。このため、アルツベルクは、ヘプやその近郊の有名な「ボヘミアの温泉三角地帯」、カルロヴィ・ヴァリ - マリャーンスケー・ラーズニェ - フランチェシュコヴィ・ラーズニェへの小旅行に最適の出発点である。
この町はレスラウ川の渓谷に位置する。街の眺めを印象づけるのは、福音派教会、古い火薬塔、かつての夜警衛所、砦の防壁跡があるキルヒベルクである。近郊の保養地としてファイスニッツ＝シュタウゼー湖は特に人気がある。

### 自治体の構成
本市は、公式には25の地区 (Ort) からなる。このうち小集落や孤立農場などを除く集落を以下に列記する。
| - アルツベルク - ベルクナースロイト - エリーゼンフェルス - ガルマースロイト - ハイト - オシュヴィッツ | - プライスドルフ - レーテンバッハ - ザントミューレ - シャハト - シュロッテンホーフ - ゾイセン |

## 紋章
紋章は、この町がニュルンベルク城伯領で採鉱が盛んだった栄光の時代を思い起こさせる。赤と銀の盾の輪郭、赤い爪の獅子はニュルンベルク城伯家の紋章を借用したものである。鉱山と、獅子が持っているツルハシは、名前（アルツベルク "Arzberg" という名前は、鉱山 "Erzberg" に由来する）と同時に中世から1941年まで盛んであった鉱業を象徴している。

## 歴史
アルツベルクは1268年に初めて文献に現れる。14世紀から17世紀にかけて鉄鉱石の採掘で繁栄し、1408年にはすでにニュルンベルク城伯から都市権を与えられている。ラートハウスの近くに歴史的な加工場が稼働可能な形で復元されている。
1792年から1796年まで、博物学者のアレクサンダー・フォン・フンボルトがプロイセン王国のアンスバッハ＝バイロイト侯領の上級鉱区監督官の身分でアルツベルクに一時住んでいた。
16世紀中頃から19世紀の初めまで、アルツベルクはカトリックの支配下にあった。1810年バイエルン王国に編入されたことで、事態は変化した。しかし、1875年には再びカトリックの教会がネオゴシック様式で建造され、15世紀の作である木製の聖母子像が納められた。
1838年に操業を開始した製陶業によって、この町は新たな経済発展へと導かれた。

## 協力関係
- 1960年にアルツベルクは、マリエンバート郡ザンダウ（現在のチェコ領ヘプ郡Dolní Žandov）のズデーテン系ドイツ人に対する協力関係を結んだ。

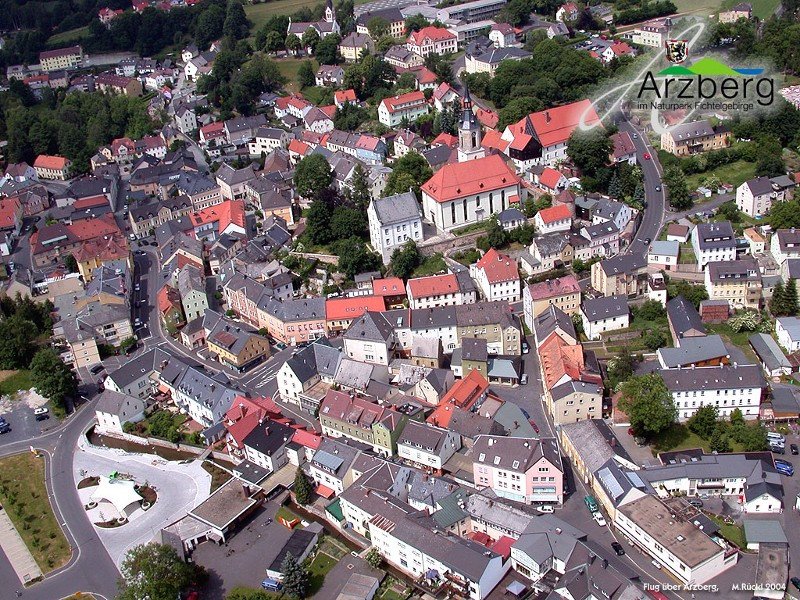
アルツベルクの町並み

## 経済
かつてこの地は、鉄鉱石の採掘が盛んであった。上級鉱区監督官として1792年から5年間ここに暮らしたアレクサンダー・フォン・フンボルトは、鉱山学校を開設している。当時のこの町にあった他の主要な産業には、亜麻布織り、毛織り業、小銃製造、製陶窯が挙げられる。小銃職人や陶工らの作品は現在、多くの博物館で目にすることができる。
1838年、磁器製造の工場が開設されたことで、この町の経済は新たな発展を迎えた。これにより、製菓工場、釘・鋲工場（バイエルンで最も古いものである）、ガラス工場、石材加工業、建設業、木材加工業、ソーセージをはじめとする食肉加工業などがこの地にできあがった。

### 交通
鉄道
アルツベルクは、ニュルンベルクとプラハとを結ぶ幹線上に位置している。国境を越えて走る高速列車によってドイツ鉄道のICネットワークとチェコの鉄道網とが結ばれている。（ニュルンベルク）- マルクトレドヴィッツ - ヘプ - （プラハ）と走る単線の鉄道がアルツベルクを通っている。
道路交通
アルツベルクは、アウトバーンA93（レーゲンスブルク - ホーフ線）からわずか約5km離れた、マルクトレドヴィッツ・インターチェンジとティーエルスハイム・インターチェンジの中間に位置している。連邦道路B303がマルクトレドヴィッツからシルンディングへ走っており、アルツベルクの中心部近くと郊外とに出入り口が設けられている。マルクトレドヴィッツでB303はA93と交差している。

## 引用
1. ↑  https://www.statistikdaten.bayern.de/genesis/online?operation=result&code=12411-003r&leerzeilen=false&language=de Genesis-Online-Datenbank des Bayerischen Landesamtes für Statistik Tabelle 12411-003r Fortschreibung des Bevölkerungsstandes: Gemeinden, Stichtag (Einwohnerzahlen auf Grundlage des Zensus 2011)
2. ↑  Max Mangold, ed (2005). Duden, Aussprachewörterbuch (6 ed.). Dudenverl. p. 170. ISBN 978-3-411-04066-7
3. ↑  Bayerische Landesbibliothek Online